# Techeetah
Techeetah is een Chinees autosportteam in bezit van China Media Capital dat deelneemt aan de Formule E.

## Geschiedenis
Voorafgaand aan het laatste raceweekend van het seizoen 2015-2016 werd bekend dat het Team Aguri zou worden overgenomen door Chinese investeerders om vanaf het seizoen 2016-2017, het derde seizoen van de Formule E, mee te doen aan de Formule E. Jean-Éric Vergne en Ma Qing Hua (die ook de laatste drie raceweekenden van het voorgaande seizoen voor Team Aguri reed) werden bevestigd als coureurs van het team. Renault verzorgde tot en met 2018 de krachtbronnen van Techeetah, vanaf het seizoen 2018-2019 is dit DS Automobiles
In maart 2017, kondigde het team aan dat voormalig Formule 1 rijder Esteban Gutiérrez Ma Qing Hua vervangt vanaf race 4.